# Пирера (Месина)
Пирера је насеље у Италији у округу Месина, региону Сицилија.
Према процени из 2011. у насељу је живело 23 становника. Насеље се налази на надморској висини од 144 м.